# Grec homèric
El grec homèric és la forma de grec antic que va usar Homer a la Ilíada i l'Odissea.
Es tracta d'una versió arcaica del grec jònic, amb afegitons d'altres dialectes, com ara l'eòlic. Més endavant va servir com a base per al grec èpic, el llenguatge de la poesia èpica -típicament en hexàmetres dactílics- de poetes com Hesíode.
Al contrari que altres formes més modernes del grec, l'homèric no tenia un veritable article disponible en la majoria de circumstàncies.
Malgrat ser arcaic ja en el segle viii aC, poden haver-hi composicions en grec homèric tan tardanes com el segle iii aC, tot i que el seu declivi va ser inevitable amb l'expansió del grec koiné.

## Fonètica

### Vocals
- De manera general, l'alfa llarga del jònic-àtic és reemplaçada en jònic per una eta: ἡμέρα > ἡμέρη "dia", Ἣρα > Ἣρη "Hera". Les ᾱ conservades s'expliquen per un allargament compensatori -un eolisme- (θεά "deessa") o fins i tot un allargament d'un alfa curta ᾰ per necessitats mètriques. Aquest allargament mètric també el trobem en la transformació ε > ει o ο > ου.
- Homer fa servir sovint formes no contractes per arcaisme: ἄλγεα per ἄλγη "dolor".
- Les vocals finals no pateixen metàtesi de quantitat: βασιλῆος, no βασιλέως "rei".
- Existeixen formes que pateixen una distensió, és a dir, que d'una llarga accentuada pot néixer una curta: εἰσοράσθαι > εἰσοράασθαι.
- L'apòcope és automàtic per a certes prepossicions com ara παρά, κατά o ἀνά, però afecta també a moltes altres paraules. Se sol atribuir a un fenomen d'assimilació.

### Consonants
- Homer conserva la doble sigma del jònic i de l'àtic antic allà on l'àtic-jonic la va acabar canviant per una doble tau. Hi ha vacil·lació entre formes amb sigma simple i doble per motius de prosòdia i anàlisi mètrica.
- També per motius de prosòdia i anàlisi mètrica, encara s'usa la digamma tot i que havia desaparegut cap al primer mil·lenni aC: ἐσθλὸν δ' οὔτέ τί πω [Ϝ]εἶπες [Ϝ]έπος οὔτ' ἐτέλεσσας, Ilíada, cant I, vers 108.
  - A l'inici de paraula, la digamma permet evitar hiats.
  - A l'interior d'un mot, evita la contracció.
  - També pot allargar una vocal mitjançant la seva desaparició: κούρη per κόρη.
- El dialecte homèric en part presenta psilosi (desaparició de l'esperit aspre [h] a l'inici de mot): ἥλιος > ἠέλιος "sol". Aquesta característica la comparteix amb l'eòlic.

## Morfologia

### Declinació
Determinats acabaments adverbials s'usen a la declinació: -θεν per al genitiu i -φι per al datiu.

#### Primera
- Alguns masculins, usats als epítets homèrics, tenen un nominatiu en alfa curta: ἱππότᾰ "cavaller" en comptes del clàssic ἱππότης.
- El genitiu masculí acaba en -εω (Πηληιάδεω Ἀχιλῆος "Aquil·les, fill de Peleu", la Ilíada, primer vers) tot i que encara subsisteixen formes arcaiques en -ᾱο (Ἀτρείδαο o Αἰακίδαο).
- Al genitiu plural, s'usa un acabament per a la forma no contracta, -αων (θεῶν → θεάων), d'origen dòric.

#### Segona
- El genitiu singular tant pot ser l'arcaic -οιο com el clàssic -ου.
- De la mateixa manera, al datiu plural s'alternen -οισι i -οις

#### Tercera
- El datiu plural pot acabar en -εσσι.
- El model πόλις fa el genitiu en -ιος i el datiu en -ι.
- El model βασιλεύς a cops acaba en -η.

### Conjugació

#### Verb ser
S'hi troben nombroses formes irregulars:
- ἔσσι — εἶ
- ἔσσεαι — ἔσει
- ἔσσεται — ἔσται
- ἔην / ἦεν — ἦν
- ἔσαν — ἦσαν